# Jean-Honoré Fragonard
Jean-Honoré Fragonard (n. 5 aprilie 1732, Grasse, Provence-Alpes-Côte d'Azur, Franța – d. 22 august 1806, Paris, Île-de-France, Franța) a fost un pictor francez, reprezentant al stilului rococo din a doua jumătate a secolului al XVIII-lea. Totuși, deoarece a creat în toate stilurile epocii, nu poate fi perfect încadrat într-un anumit curent. Fragonard a fost un pictor al scenelor de dragoste subtile și frivole în genul "fêtes galantes", abordând teme îndrăznețe, care nu dăunează totuși înțelegerii caracterului inovator al creației artistului. Când pictează portrete, impresionează prin îndemânarea extraordinară, iar tablourile sale cu teme istorice uimesc pe reprezentanții neoclasicismului academic.

## Viața și Opera
Jean-Honoré Fragonard s-a născut la 5 aprilie 1732 în orășelul Grasse din sudul Franței. Numele "Fragonard" este de proveniență italiană, unul din strămoșii pictorului fiind originar din Milano. La vârsta de 6 ani, în 1738 familia viitorului pictor se stabilește la Paris. După o practică de scurtă durată în cancelaria unui notar, unde își petrecea timpul mai mult desenând, părinții se hotărăsc să-l prezinte în atelierul unuia din pictorii cunoscuți ai epocii. Este inițiat în cunoștințele fundamentale ale desenului și picturii de către Jean Siméon Chardin, apoi este primit în atelierul lui François Boucher, unul din pictorii cei mai prețuiți din Paris la vremea respectivă. Boucher îi încredințează lui Fragonard pregătirea cartoanelor de tapiserii pentru manufacturile din Gobelins și îl susține la concursul pentru "Marele Premiu" oferit de Académie des Beaux-Arts. Fragonard obține "Prix de Rome" în 1752 și intră în școala regală de pictură condusă de Carle Van Loo. Patru ani mai târziu ajunge la Roma unde, în afară de lucrările cerute de Academie, execută numeroase copii după operele maeștrilor italieni din bisericile și palatele orașului, dar și tablouri după natură. În vara anului 1761 întreprinde o călătorie prin mai multe orașe din nordul Italei, printre care Siena, Florența, Bologna, Veneția, însoțit de protectorul său, abatele de Saint-Non.

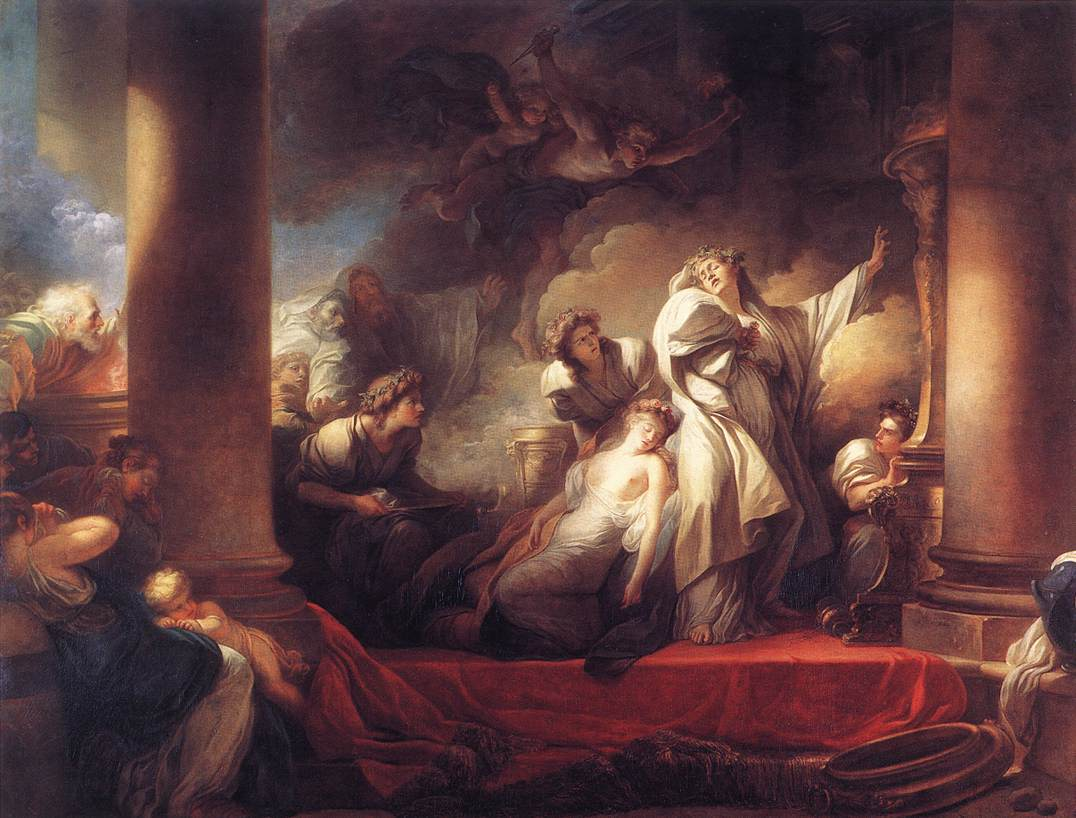
Corésus et Callirhoé, Muzeul Luvru, Paris

La întoarcerea în Franța, Fragonard era deja un pictor desăvârșit. În anul 1765, reușește să treacă de prima etapă care-l desparte de titlul de membru al Academiei de Beaux Arts, prezentând tabloul Corésus et Callirhoé, o compoziție de dimensiuni mari, în care se simte efortul și dorința de a picta un tablou istoric după regulile academice prestabilite. Plictisit însă să aștepte apartenența definitivă și de stilul "academic", renunță la o carieră oficială și se orientează către un gen frivol și erotic cu mare acceptanță la marele public, care îi asigură și o independență materială. Pe 17 iunie 1769 se căsătorește cu Marie-Anne Gérard, fiica unui producător de parfumuri din Grasse. Tabloul Leagănul (1767) este replica unei compoziții mai vechi (1752), plină de farmec, în care, în jocul aparent nevinovat, se strecoară impulsii senzoriale tulburătoare, operă realizată pe vremea când Fragonard lucra în atelierul lui Boucher. De data aceasta, în mijlocul unei vegetații abundente și proaspete, o tânără femeie îl incită pe bărbatul ascuns printre tufele de la picioarele statuii lui Cupidon, prin balansul leagănului care îi descoperă goliciunea gambelor. Dacă impresioniștii au fost foarte fascinați de Leagănul, compoziția Femei la scăldat (1765) va influența întreaga pictură franceză modernă a secolului al XIX-lea. Este un vârtej amețitor, impetuos, în care artistul se lasă pradă culorii, înviorând personajele feminine și pictând abundenta vegetație din jurul lor. Zăvorul, o operă târzie (ca. 1780) a lui Fragonard, ne înfățișează în mod expresiv intenția artistului de a trata dorința intempestivă de dragoste nu ca pe un motiv frivol, ci ca pe o scenă plină de dramatism. Dorința îndrăgostiților este exprimată cu multă intensitate, rezultată și din construcția transversală a tabloului, similară construcției tablourilor istorice, care creează o tensiune vibrantă și vie, caracteristică pentru operele lui Fragonard.
La începutul anilor șaptezeci, se ocupă mai ales de lucrări decorative, primește comenzi pentru picturi decorative în palatul "Louvre" și palatul "Belevue". La solicitarea favoritei regelui Ludovic al XV-lea, doamna du Barry, execută ciclul de tablouri de mari dimensiuni "Les Progrès de l'amour dans le coeur d'une jeune fille" pentru reședința de la Louvenciennes. Ciclul constă din 14 tablouri, împărțit în trei grupe: șase scene de dragoste, patru alegorii ale iubirii și patru picturi decorative. Tablourile nu au fost însă acceptate de rege, pentru că nu se acordau cu stilul arhitectural neo-clasic al pavilionului. Fragonard le-a transportat mai târziu la Grasse și le-a instalat în salonul reședinței unui văr al său. În prezent pot fi admirate în Camera Fragonard din Frick Collections, New York.

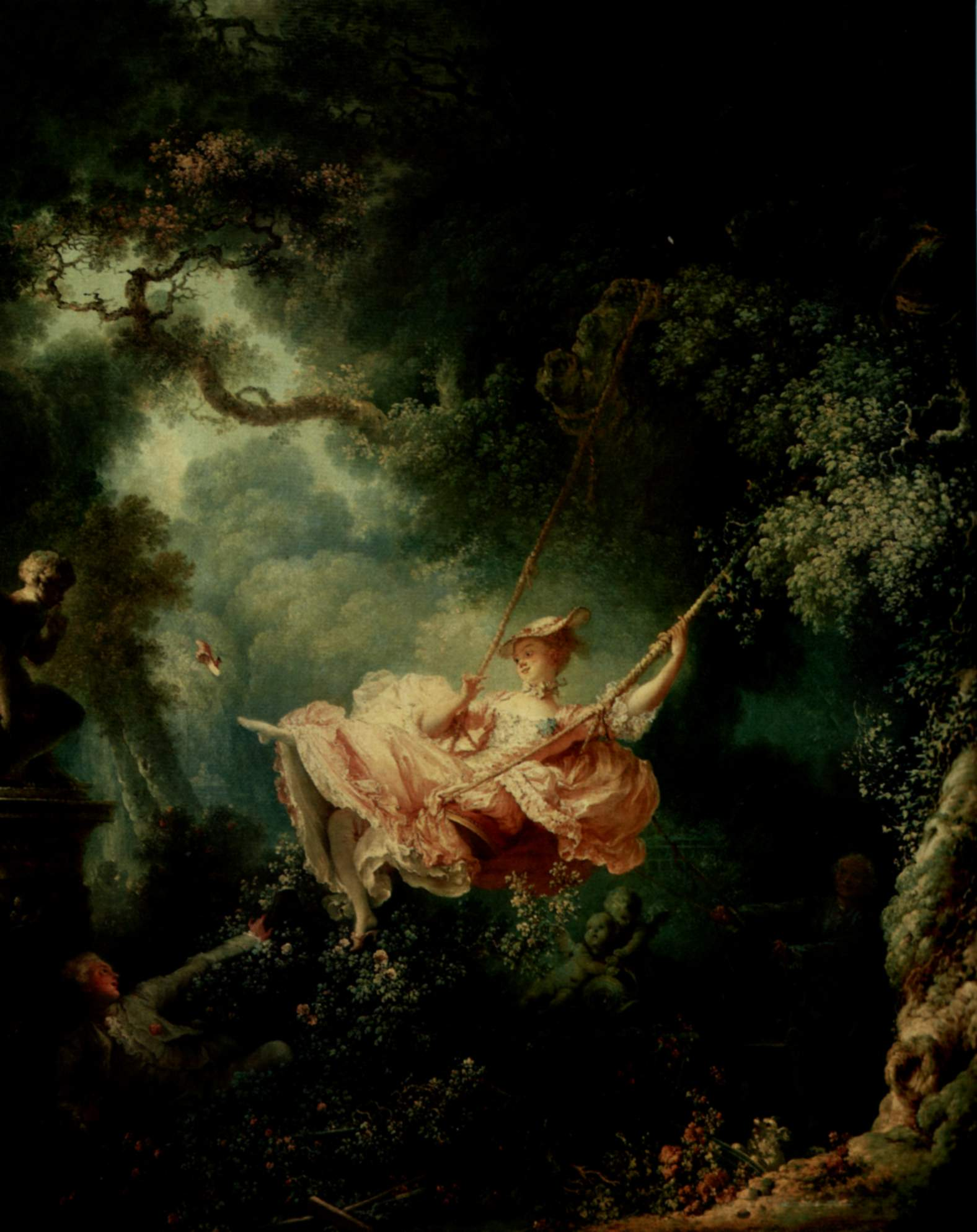
Leagănul, 1767
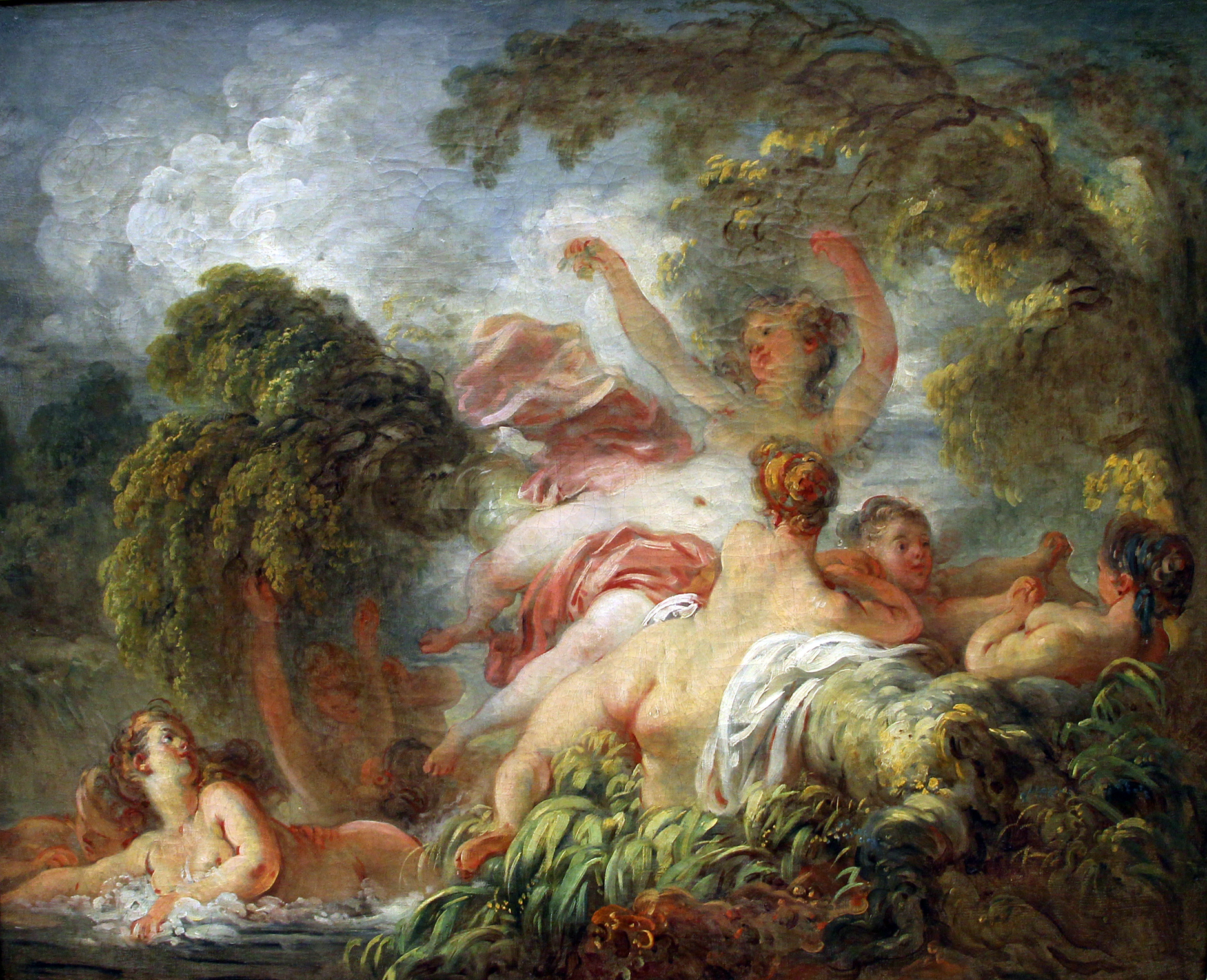
Femei la scăldat, 1765
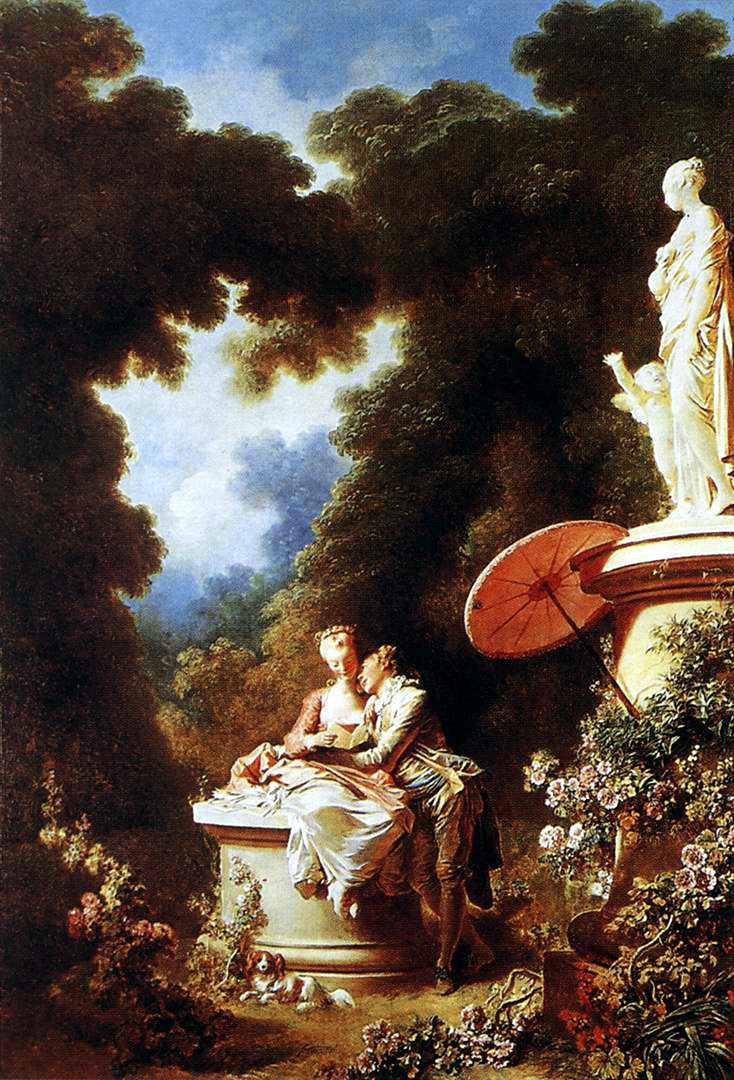
Declarația de dragoste, 1771
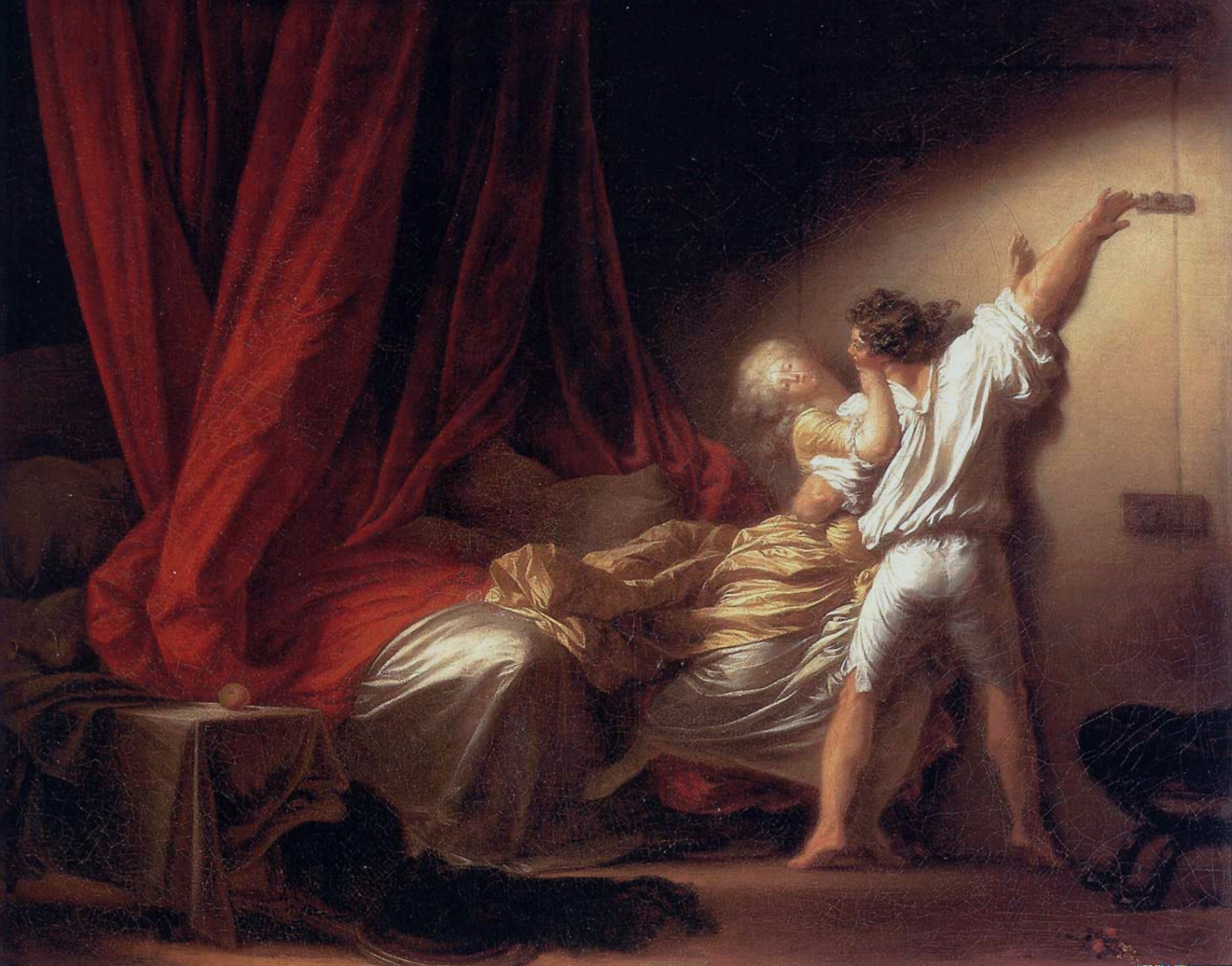
Zăvorul, ca. 1780

În portrete, paleta lui Fragonard se concentrează în jurul albului, la care se adaugă tonurile de cafeniu, auriu, roșu intens și verde întunecat. Culoarea este atât de diluată, încât pe alocuri devine transparentă. Când pasta este groasă, se observă urmele firelor de pensulă după fiecare trăsătură energică. Printre cele mai cunoscute se numără portretul lui Denis Diderot, unul din cei mai mari reprezentanți ai Iluminismului, pictat în aceeași tehnică vibrantă. Inspirația, sau Portretul unui tânăr artist, unul dintre cele mai frumoase și mai vii portrete ale lui Fragonard, prezintă un artist în momentul inspirației, presupus a fi filosoful și poetul Jacques-André Naugeon (1738-1810). Mult mai elaborat este Portretul Doamnei de Guimard, cunoscută dansatoare atât pentru talent și suplețe, cât și pentru numărul amanților.

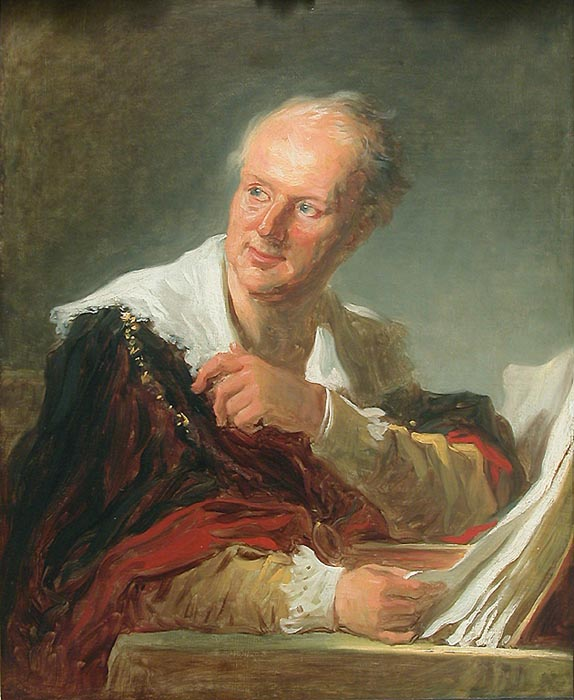
Portretul
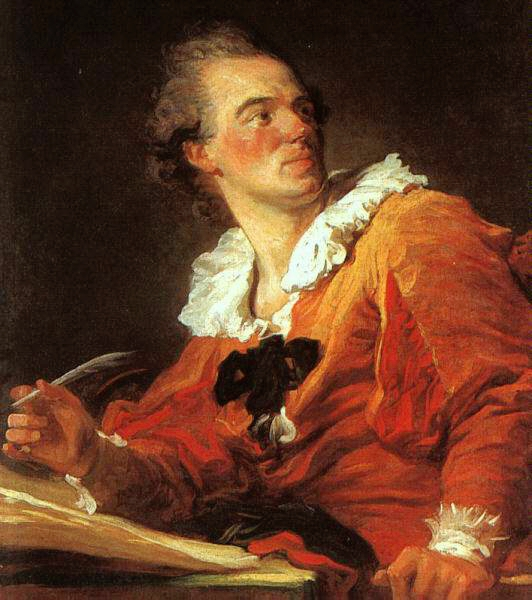
Inspirația, 1769
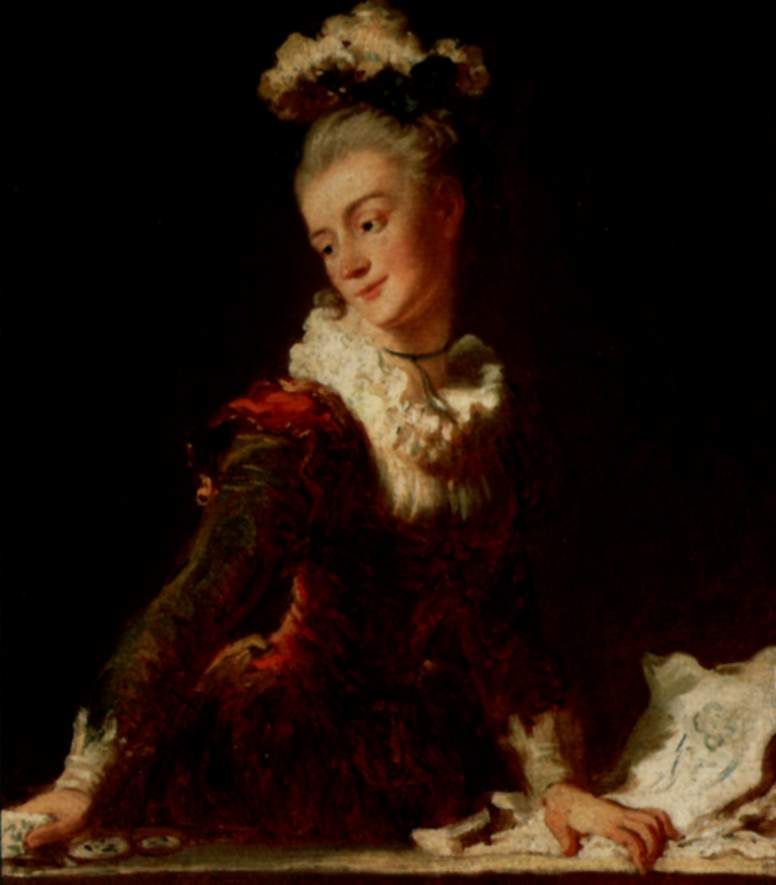
Portretul Doamnei de Marie-Anne-Éléonore de Grave, ca. 1770
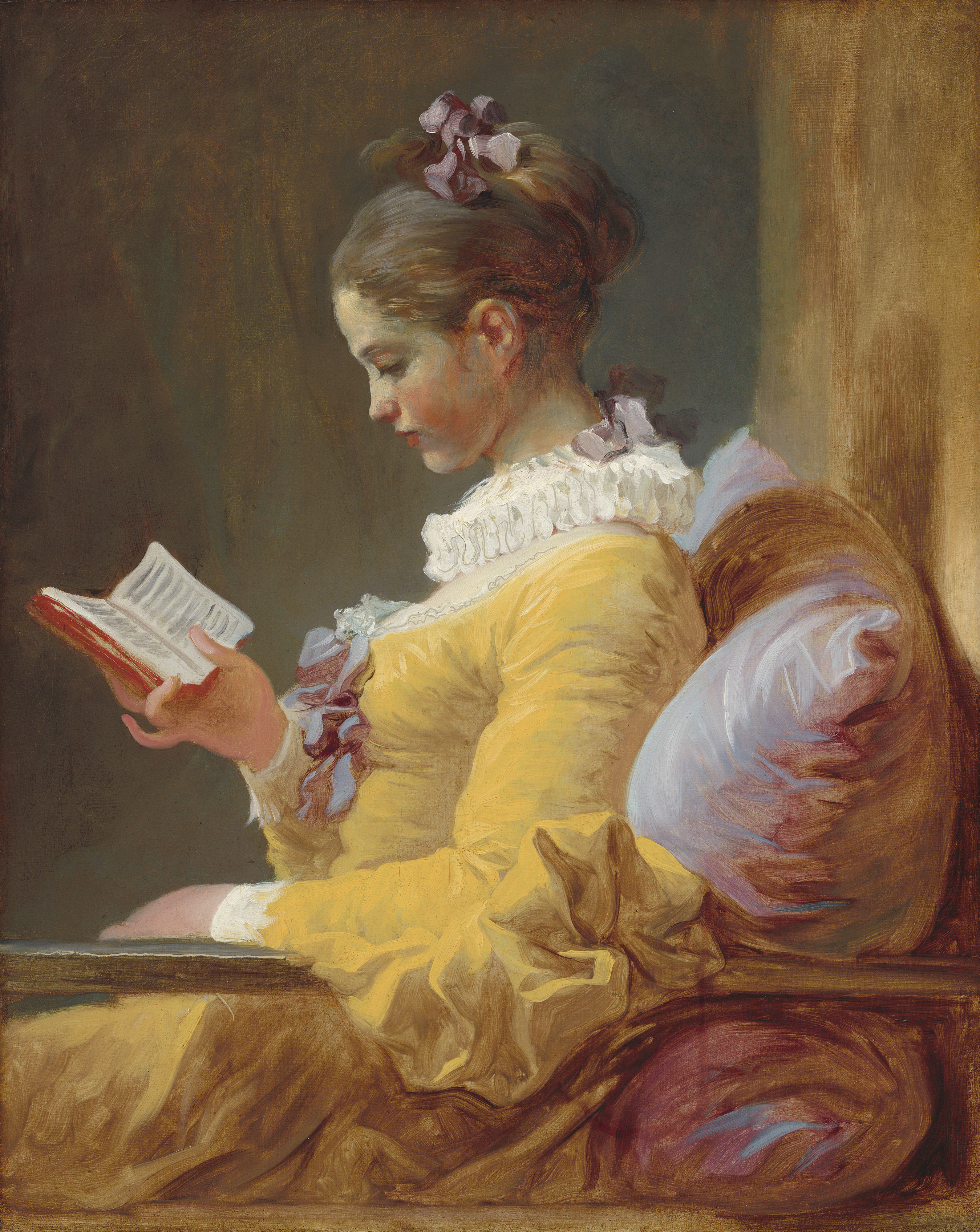
Fată citind, 1773-1775

### Ultimii douăzeci de ani din viața artistului
Reputația solidă de care se bucură ca pictor de scene frivole, peisagist, portretist și decorator îi garantează multe comenzi, Fragonard angajează ucenici, se îmbogățește. În toamna anului 1773, împreună cu soția lui, Anne-Marie, întreprinde o călătorie în Italia. În luna decembrie sosesc la Roma, unde vor petrece iarna în Villa Medicis. O dată cu venirea primăverii, se duc la Neapole. Întoarcerea la Paris se face în ritm lejer, călătoria fiind întreruptă de popasuri dese. După Florența și Veneția, călătorii se îndreaptă spre Viena. Se opresc și la Praga, Dresda, Frankfurt și Mannheim. Pe la jumătatea lunii septembrie 1774 revin la Paris. Fragonard începe inițierea fiului său, Alexandre-Evariste Fragonard în arta picturii. Tânărul va deveni apoi ucenicul lui Louis David, iar în anul 1793 va participa pentru prima dată la expoziția Salonului Oficial. 

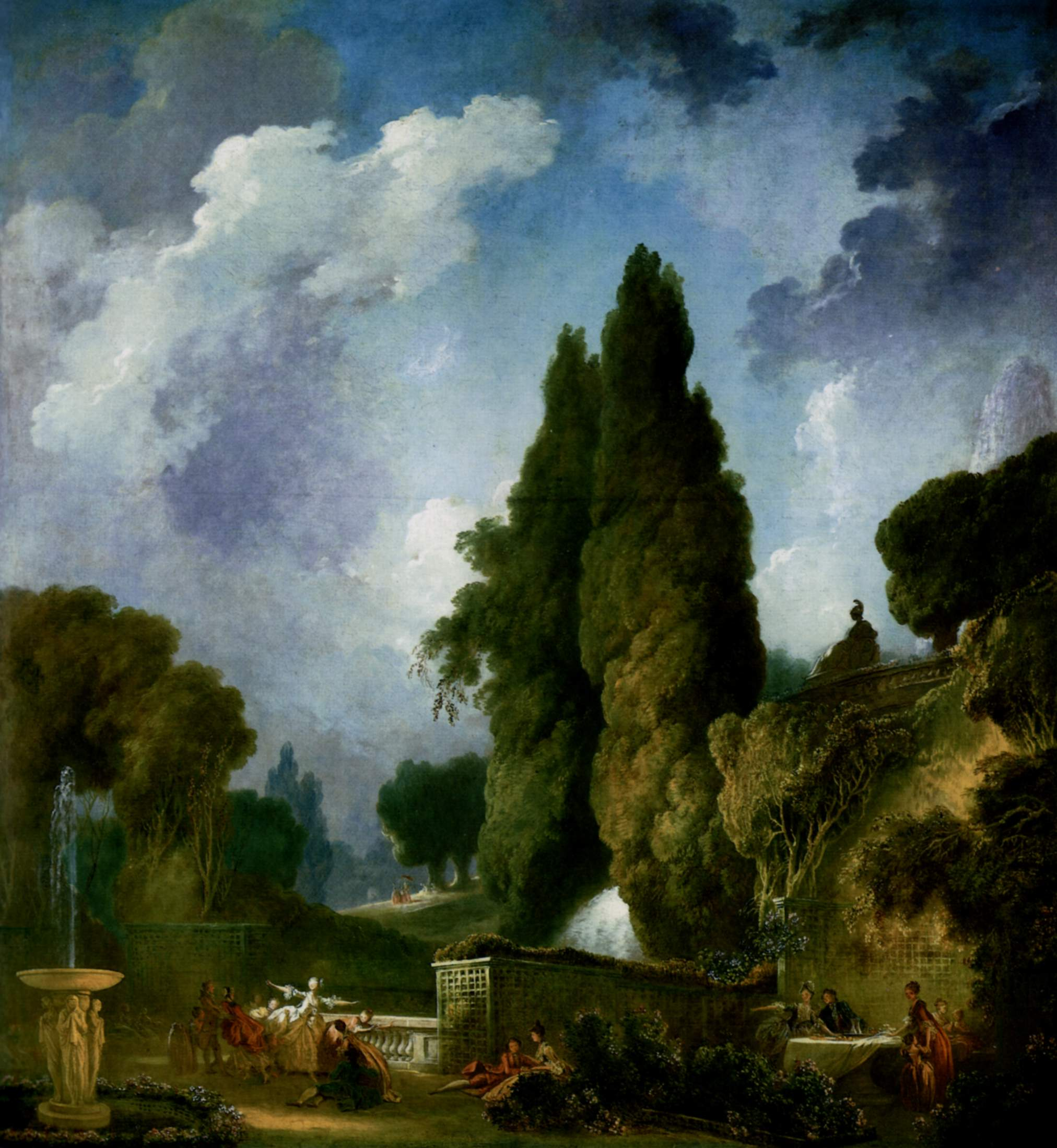
Jocul de-a Baba-Oarba, ca. 1776

După izbucnirea Revoluției Franceze (1789), Fragonard părăsește Parisul, în luna ianuarie a anului 1790 se află cu familia sa la Grasse. Se întoarce totuși în 1791 la Paris. Protejat de prietenul său, pictorul Louis David, membru al "Convenției", intră în "Commune des Arts", care luase ființă în 1793 în locul Academiei Regale de Pictură și Sculptură. Devine membru al Conservatorului de Arte și Meserii pentru științe aplicate și se ocupă cu administrarea și organizarea colecțiilor de artă ale viitorului muzeu Louvre. Începând din 1797 preia expedierea operelor de artă către un nou muzeu, ce va fi organizat la Versailles. În această perioadă pictează numai câteva portrete și o serie de desene, ilustrații pentru fabulele lui Jean de La Fontaine. În anul 1806 trebuie să părăsească Louvre-ul și se mută într-o locuință din grădinile de la Palais-Royal. Pe 22 august iese după cumpărături, este foarte cald, intră într-un local și comandă o înghețată. Începe să mănânce și decedează subit, probabil în urma unei congestii cerebrale. Este înmormântat în vechiul cimitir din Montmartre.

## Influența lui Fragonard
Fragonard a exercitat o influență indiscutabilă asupra unor pictori din epoca sa, fără să fi avut însă urmași în adevăratul sens al cuvântului. Dintre toți discipolii săi, doar cumnata lui, Marguerite Gérard, și fiul, Alexandre-Evariste Fragonard, îi calcă pe urme. Operele târzii ale lui Fragonard vor exercita o influență certă asupra unuia din cei mai mari pictori ai epocii, Pierre-Paul Prud'hon (1758-1823), care păstrează delicatețea stilului rococo, ce nu mai era deja la modă, fiind totodată considerat precursor al simbolismului. Fragonard are câțiva admiratori frecvenți printre pictorii secolului al XIX-lea. Mai ales Pierre-Auguste Renoir îi va aprecia pictura.